# Малий словник історії України
Малий словник історії України — словник з історії України, підготовлений колективом Інституту історії України Національної академії наук України із залученням фахівців інших наукових і педагогічних установ. У словнику у стислій формі даються відомості про найважливіші питання українського минулого. Словник містить дані про всі протодержавні й державні утворення в Україні: античні причорноморські поліси, кочові державні об'єднання, а також держави, що їх творив український народ. Низку статей присвячено іноземним державам, до складу яких входили українські землі. Словник містить роз'яснення термінів, якими позначалися вищі органи влади в Україні, провідні державні, урядові установи, державні символи. Він дасть уявлення про основні адміністративно-територіальні одиниці, що існували на нашій території, — князівства, землі, воєводства, намісництва, губернії. Крім того, окремі статті присвячені історично-етнографічним областям України, а також українським етнічним землям поза її межами.